# Pilea matsudai
Pilea matsudai là loài thực vật có hoa trong họ Tầm ma. Loài này được Yamam. miêu tả khoa học đầu tiên năm 1925.